# Svealand

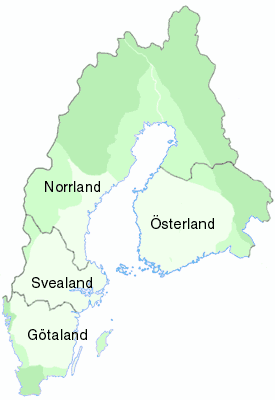
Trzy historyczne kraje Szwecji

Svealand lub Szwecja Właściwa to historyczny kraj w Szwecji. Kraj ten jest usytuowany w centralnej części państwa. Od północy graniczy on z Norrlandią, zaś od południa z Götaland. Svealand była w dawnych czasach oddzielona od Götaland puszczami Tiveden, Tylöskog i Kolmården. Mieszkańcy tego rejonu byli nazywani Svearami. 
Na Svealand składają się na wschodzie Mälardalen (ze stolicą Szwecji Sztokholmem), na północnym wschodzie Roslagen, w centrum obszar górniczy Bergslagen oraz na zachodzie Dalarna.
Nazwa Szwecji w języku szwedzkim, Svea rike (we współczesnej ortografii Sverige, w innym zapisie Sweoðeod, lub Sweorice, w języku staronordyckim/języku islandzkim Svíþjóð), czyli "Królestwo Szwedów", pierwotnie odnosiła się wyłącznie do Svealand. W miarę jak zasięg władzy królów Szwecji rósł, nazwa Svealand zaczęła być używana w celu odróżnienia starych ziem od nowych.

## Historyczne krainy
W skład Svealand wchodzi sześć krain:
| - Dalarna - Närke - Södermanland - Uppland - Värmland - Västmanland | Dalarna (kraina) · Närke · Södermanland (kraina) · Uppland · Värmland (kraina) · Västmanland (kraina) |

## Historia

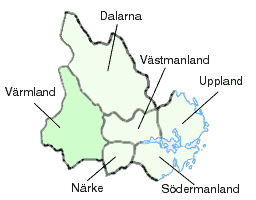
Svealand. Värmland do XIX wieku była zaliczana do Götaland, na mapie oznaczono to ciemniejszym kolorem

Svealand to obszar, który pierwotnie oznaczał Szwecję. Od nazwy tego historycznego kraju pochodzi obecna nazwa państwa. Świadczą o tym porównania lingwistyczne oraz wczesnośredniowieczne źródła pisane, np. sagi. W staronordyjskim i staroangielskim Svealand oraz Szwecja były synonimami. Słowa te zaś określano jako państwo różne od Götaland/Gautland/Geatland. Na przykład w Sögubrot af Nokkrum  wspomina się, że Kolmården służy za granicę między Svealand a Östergötland (...Kolmerkr, er skilr Svíþjóð ok Eystra-Gautland...), zaś w Sadze Hervarara , król Ingold I udaje się do Szwecji przez Östergötland: Ingi konungr fór með hirð sína ok sveit nokkura ok hafði lítinn her. Hann reið austr um Smáland ok í eystra Gautland ok svá í Svíþjóð. Również późniejsze zapisy wskazują na utożsamianie nazwy Szwecja ze Svealand. Bo Jonsson Grip prawdopodobnie najlepiej znał geografię starego królestwa Szwecji, gdyż w jego posiadaniu znajdowała się ponad połowa jego terytorium. W roku 1384 zapisał on w swoim testamencie, że w jego czasach królestwo składało się ze Swerige (Szwecji, tzn. Svealand), Österland (tzn. Finlandii) oraz Göthaland (tzn. Götaland).
Z czasem nazwy Sverige i Svealand przestały oznaczać to samo, gdy na przykład w wyniku wyprawy krzyżowej na wschód rozpoczętej przez królów Svealand w XII wieku zostały zdobyte tereny Österland (dawniejsza nazwa Finlandii).
Od pewnego momentu na początku XIX wieku kraina Värmland stała się własnością Sądu Apelacyjnego Svealand. W związku z tym, chociaż Värmland historycznie należała do Götaland, to zwyczajowo od dawna jest uważana za część Svealand.